# Antillacris
Antillacris is een geslacht van rechtvleugeligen uit de familie Episactidae. De wetenschappelijke naam van dit geslacht is voor het eerst geldig gepubliceerd in 1939 door Rehn & Rehn.

## Soorten
Het geslacht Antillacris omvat de volgende soorten:
- Antillacris eumenes Perez-Gelabert, Hierro, Dominici & Otte, 1997
- Antillacris explicatrix Rehn & Rehn, 1939
- Antillacris inflaticercus Perez-Gelabert, Hierro, Dominici & Otte, 1997